# قولنج کلیوی
قولَنج کُلیَوی نوعی کولیک است که در اثر سنگ کلیه ایجاد می‌شود.
این درد معمولاً از ناحیهٔ کلیه یا زیر آن آغاز می‌شود و تا مثانه ادامه می‌یابد. درد قولنج کلیوی تَنجشی (اسپاسمی) است بدین معنی که تیر می‌کشد و موج‌های ناگهانی دارد. این درد در دو نوع خفیف و حاد بروز می‌کند. نوع حاد آن را دردناک‌ترین حس تجربه‌شده توسط انسان توصیف کرده‌اند.

## علائم و نشانه‌ها
درمان پیشگیرانه می‌تواند برای به حداقل رساندن احتمال وقوع مجدد انجام شود.

## تمایز با سایر دردها
قولنج کلیوی نیز باید از شرایط زیر متمایز شود:
- التهاب کیسه صفرا
- آنوریسم آئورت
- آپاندیسیت
- آندومتریوز